# Nils Enge
Nils Nilsen Enge, född 1816, död 1886, var en norsk politiker.
Enge blev 1831 skollärare, 1847 länsman och tillhörde 1847-1874 och 1876-1882 stortinget. 1880-82 var han president i Lagtinget. Som politiker anslöt han sig till Ole Gabriel Ueland och bondepartiet i kampen mot byråkratin och var på sin tid en av Norges mest inflytelserika män.